# Liste der Naturdenkmale in Rielasingen-Worblingen
| Naturdenkmale | Anzahl |
| ------------- | ------ |
| FND           | 2      |
| END           | 0      |
| Gesamt        | 2      |

Die Liste der Naturdenkmale in Rielasingen-Worblingen nennt die verordneten Naturdenkmale (ND) der im baden-württembergischen Landkreis Konstanz liegenden Gemeinde Rielasingen-Worblingen. In Rielasingen-Worblingen gibt es insgesamt zwei als Naturdenkmal geschützte Objekte, beide sind flächenhafte Naturdenkmale (FND), keines ist ein Einzelgebilde-Naturdenkmal (END).
Stand: 1. November 2016.

## Flächenhafte Naturdenkmale (FND)
| Name                           | Bild | Kennung     | Einzelheiten           | Position | Fläche Hektar | Datum        |
| ------------------------------ | ---- | ----------- | ---------------------- | -------- | ------------- | ------------ |
| Junkernbühl (alter Steinbruch) | BW   | 83351000001 | Rielasingen-Worblingen | ⊙        | 0,5           | 16. Mai 1957 |
| Kiesgrube Krumme Reute         | BW   | 83351000002 | Rielasingen-Worblingen | ⊙        | 0,4           | 6. Aug. 1987 |
| Legende für Naturdenkmal       |      |             |                        |          |               |              |